# BSI CMOS

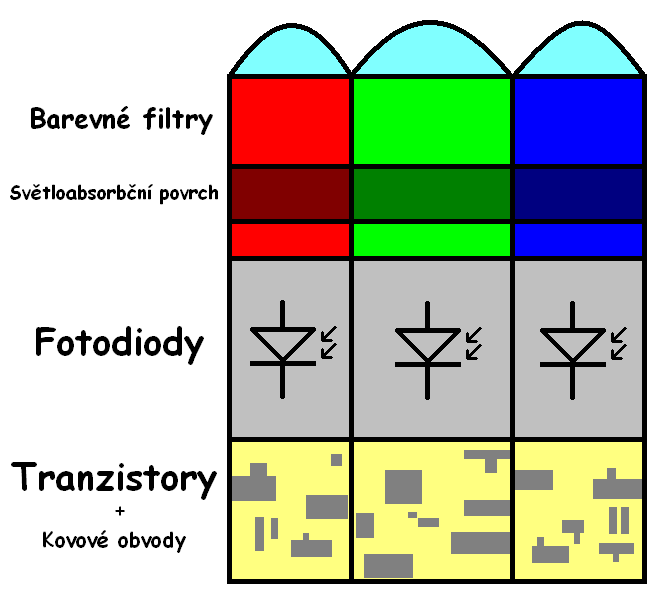
Struktura BSI CMOS čipu, kde je oproti klasickému CMOS fotocitlivá vrstva přesunuta před tranzistory a kovové obvody

CMOS snímač se zpětným osvětlením, zkráceně BSI CMOS (z ang. BackSide-Illumination). Jde o technologii upravující stávající způsob výroby fotocitlivých CMOS čipů. Ve standardních CMOS čipech je totiž fotocitlivá vrstva uložena až za tranzistory a kovovými obvody. To způsobuje, že na fotocitlivou vrstvu dopadá méně světla, což zapříčinilo jejich vytlačení CCD čipy.

## Vlastnosti
Tato technologie posouvá tranzistory a kovové obvody za fotocitlivou vrstvu, což řádově zlepšilo citlivost snímače. První funkční čip byl vytvořen v roce 2007 firmou OmniVision Technologies, nebyl však masově rozšířen z důvodu technologické náročnosti výroby a vysoké ceně. Avšak v roce 2009 přišla Sony s čipem Exmor R, který rozšířila ve svých produktech, následoval i Apple, který dal do fotoaparátu svého iPhone 4 BSI CMOS čip od OmniVision Technologies. Čipy BSI CMOS dnes používají prakticky všichni výrobci fotoaparátů a vytlačily dříve masově rozšířené CCD.

## Výhody
- Vysoká citlivost snímače
- Levnější a jednodušší výroba než u CCD
- Čip je velmi rychlý
- Malý rozměr
- Nižší spotřeba

## Nevýhody
- Zpětné osvětlení může způsobit vyšší šum
- „Temný proud“ (obvodem protéká proud i když není snímač osvětlen)